# 2004年アテネオリンピックの南アフリカ選手団
2004年アテネオリンピックの南アフリカ選手団（2004ねんアテネオリンピックのみなみアフリカせんしゅだん）は、2004年8月13日から8月29日にかけてギリシャの首都アテネで開催された2004年アテネオリンピックの南アフリカ選手団、およびその競技結果。

## 概要
今大会は金メダル1個、銀メダル3個、銅メダル2個の合計6個のメダルを獲得した。

## メダル
| メダル | 選手名                                                                                  | 競技   | 種目                   |
| ------ | --------------------------------------------------------------------------------------- | ------ | ---------------------- |
| 金     | ローランド・スクーマン ラインドン・ファーンス ダリアン・タウンゼント リク・ニースリング | 競泳   | 男子4×100m自由形リレー |
| 銀     | ムブイレニ・ムラウジ                                                                    | 陸上   | 男子800m               |
| 銀     | ヘストリー・クルーテ                                                                    | 陸上   | 女子走高跳             |
| 銀     | ローランド・スクーマン                                                                  | 競泳   | 男子100m自由形         |
| 銅     | ローランド・スクーマン                                                                  | 競泳   | 男子50m自由形          |
| 銅     | ドノバン・セク ラモン・ディ・クレメンテ                                                 | ボート | 男子舵なしペア         |